# مطب دام‌پزشکی
مطب دام‌پزشکی (انگلیسی: Animal Practice) یک مجموعهٔ تلویزیونی کمدی موقعیت آمریکایی است که در سال ۲۰۱۲ و پس از پایان بازی‌های المپیک تابستانی منتشر شد. بازیگر اصلی این سریال جاستین کرک بود و ماجراهای آن در یک مطب دام‌پزشکی روی می‌داد. تولید این سریال در ۳ دسامبر ۲۰۱۲ به دلیل استقبال ضعیف و رتبه پایین متوقف شد و سریال تلویزیونی ویتنی جایگزینش شد.

## گزیدهٔ بازیگران
- جاستین کرک
- وایات اولف
- جوانا گارسیا
- بابی لی
- کیم ویتلی
- بتسی سودارو[۴]
- تایلر لابین
- کریستال[۵]
- جون دایان ری‌فیل
- برایان هاسکی